# Lamborghini SC63
Lamborghini SC63 – hybrydowy hipersamochód wyprodukowany pod włoską marką Lamborghini w 2023 roku.

## Historia i opis modelu

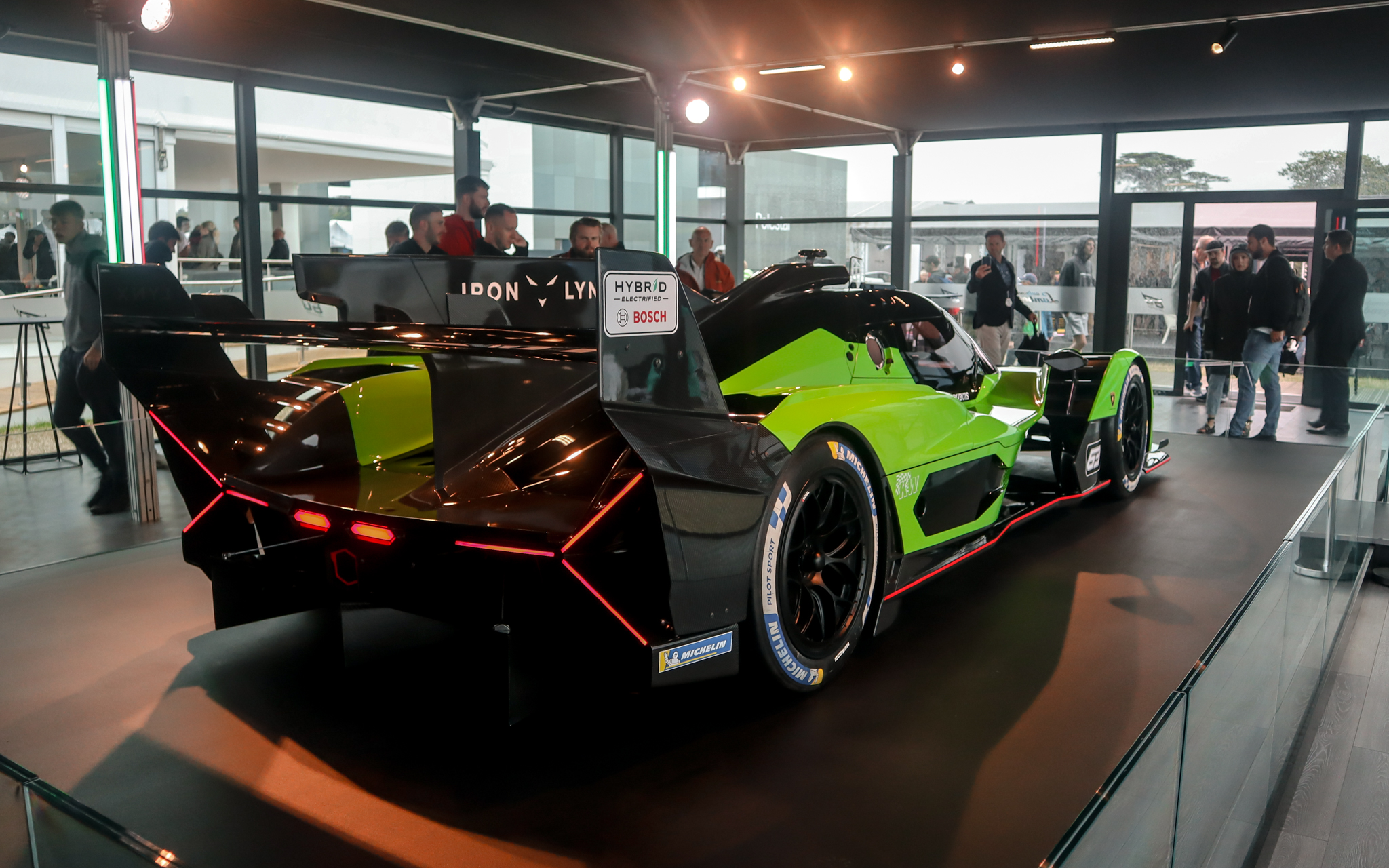
Lamborghini SC63 - tył

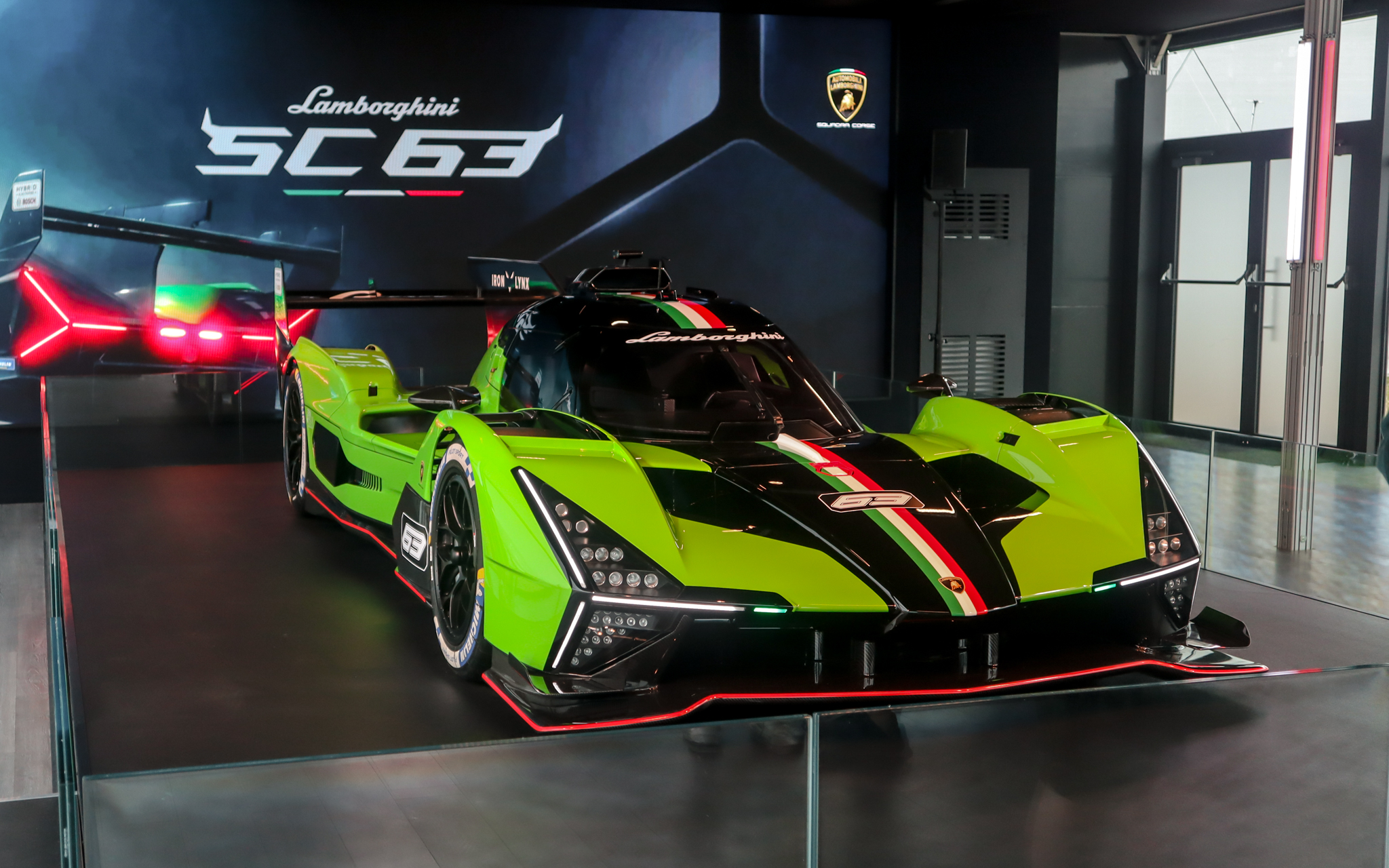
Lamborghini SC63 na Goodwood Festival of Speed 2023

W połowie lipca podczas Goodwood Festival of Speed 2023 Lamborghini przedstawiło nowy wyścigowy hipersamochód przygotowany do brania udziału w wyścigóach Długodystansowych Mistrzostw Świata FIA WEC oraz IMSA SportsCar Championship. Pojazd powstał w wyniku współpracy pomiędzy włoską firmą, a francuskim Ligierem, który wspomógł opracowanie konstrukcji SC63. Do budowy hipersamochodu wykorzystano włókno węglowe, z którego całkowicie wykonano m.in. tylny dyfuzor.
Projekt stylistyczny opracował Mitja Borkert w ramach biura Centro Stile Lamborghini, nadając SC63 charakterystyczne dla najnowszych konstrukcji firmy akcenty. Zarówno z przodu, jak i z tyłu pojazdu pojawiły się charakterystyczne motywy świetlne w kształcie litery "Y". Do pomalowania Lamborghini SC63 wykorzystano zielony lakier Verde Mantis z dodatkiem z czarnego pasa Nero Noctis nad kabiną, przednią maską, dyfuzorem, tylnym spojlerem i błotnikiem.

### Sprzedaż
Lamborghini SC63 to samochód wyścigowy, który nie został przystosowany do poruszania się po drogach cywilnych i nie trafił do komercyjnej sprzedaży dla prywatnych nabywców. Poczynając od 2024 roku pojazd przystosowano do startów w klasie Hypercar FIA World Endurance Championship. Pojazd uwzględniono w 24-godzinnym wyścigu Le Mans w klasie europejskiej, a także 24-godzinny wyścig Daytona i 12-godzinny wyścig Sebring w klasie amerykańskiej.

### Dane techniczne
Hybrydowy układ napędowy Lamborghini SC63 opracowany przez Boscha został dostosowany do przepisów obowiązujących w kategorii wyścigowej pojazdów LMDh. Rozwija on łączną moc 680 KM, a współtworzy go 3,8 litrowy silnik typu V8. Dla zapewnienia optymalnego chłodzenia, SC63 posiada osiem różnych chłodnic, z kolei układ hamulcowy dostosowuje swoją moc do stylu jazdy aktualnego kierowcy.